# میشل بروگان
میشل بروگان (انگلیسی: Michelle Brogan؛ زادهٔ ۸ فوریهٔ ۱۹۷۳) ورزشکار بسکتبال اهل استرالیا است.
از باشگاه‌هایی که در آن بازی کرده‌است می‌توان به فینکس مرکوری اشاره کرد.
وی در مسابقات کشوری و بین‌المللی در مجموع برندهٔ ۱ مدال طلا، ۱ مدال نقره، ۳ مدال برنز شده‌است.